# 王翁
王翁（2世纪—3世纪），东汉末年人。其兄王豹在约190年代死去，王豹子王基与叔父王翁同住，王翁对王基十分好，而王基亦十分孝顺。
后来曹魏正元二年（255年），王基迁镇南将军，都督豫州诸军事，领豫州刺史，进封安乐乡侯时，上疏求分户二百，赐叔父王翁之子王乔爵关内侯，以报叔父抚育之恩。有诏特听。